# 鹿児島市立坂元台小学校
鹿児島市立坂元台小学校（かごしましりつさかもとだいしょうがっこう 英語: Sakamotodai Elementary School）は、鹿児島県鹿児島市西坂元町にある公立小学校。
校名は『坂元台』であるが、坂元台と言う地名は存在しない。

## 沿革
- 1985年（昭和60年）4月1日 - 開校
当時全国屈指の超マンモス校だった鹿児島市立坂元小学校より分離新設された。しかし、工事の遅れにより全施設の完成が開校に間に合わず異例のプレハブ仮設校舎での授業開始。本校舎の完成は開校7ヵ月後の昭和60年11月となった。
- 1985年（昭和60年）8月31日 - 台風13号襲来
夏休み最終日の8月31日の未明に台風13号が襲来。プレハブ仮設校舎全3棟が全壊して全施設が使用不能となる甚大な被害を受ける[1]。新たな仮設プレハブ校舎完成までの約1ヶ月余り、近隣の坂元小学校・坂元中学校での分散授業を行った。

## 通学区域
坂元台小学校の通学区域は以下の町丁の区域が指定されている。
- 玉里団地二丁目の全域
- 西坂元町の全域
- 東坂元二丁目の一部（1～24、40～43）
- 坂元町の一部（1～74・住居表示実施地区）

## 主な出身者
- 大楠鼓雪（バレーボール選手）
- 南美寿希（バレーボール選手）
- 備一真（バレーボール選手）